# Église luthérienne de Vilnius

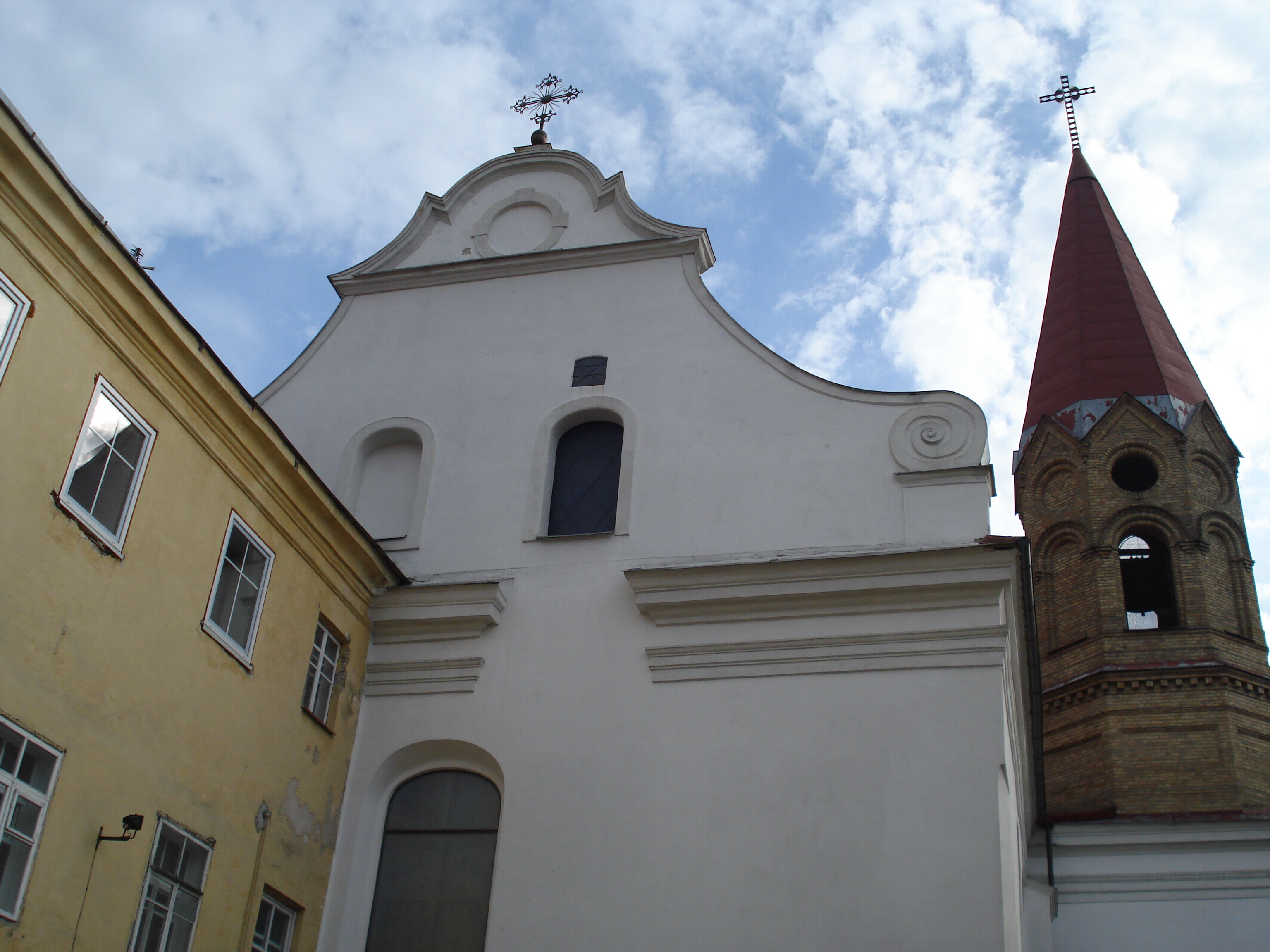
Fronton de l'église luthérienne

L’église luthérienne de Vilnius est une église protestante appartenant à la Confession d’Augsbourg, située dans la vieille ville de Vilnius, dans l’ancienne rue des Allemands, aujourd’hui rue Vokiečių.

## Histoire

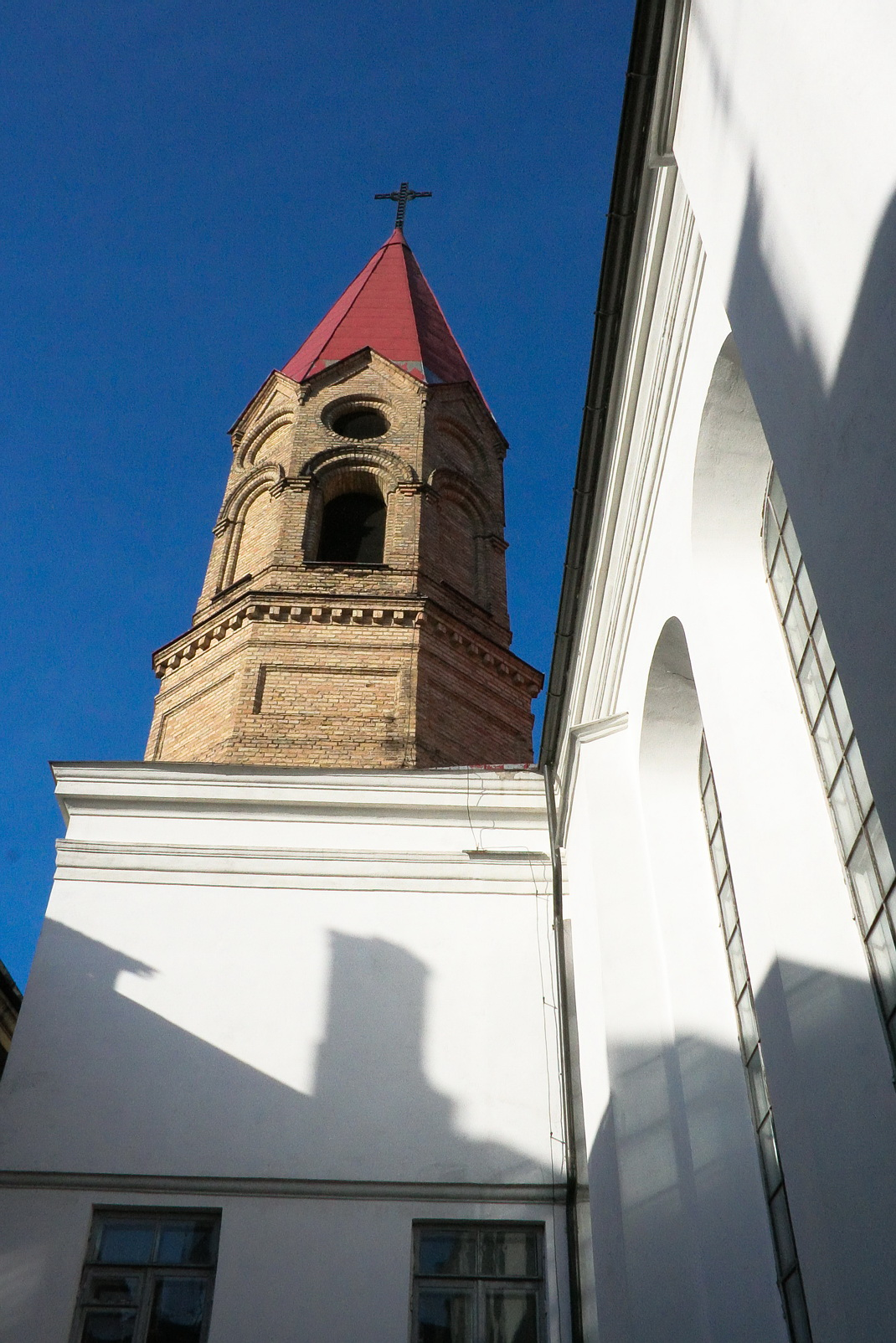
Clocher de l’église

L’église a été construite vers 1660 à l’emplacement d’une ancienne église luthérienne construite en bois en 1555 grâce à la protection du prince Nicolas Radziwill et qui fut détruite par un incendie.
L’église a été entièrement réaménagée en style baroque par Johann Christoph Glaubitz entre 1739 et 1744, avec en plus un autel rococo.